# 132-я пехотная дивизия (вермахт)
132-я пехотная дивизия (132. Infanterie-Division) — тактическое соединение сухопутных войск вооружённых сил нацистской Германии периода Второй мировой войны. Участвовало в боях на Восточном фронте.

## История дивизии

### Краткий боевой путь
- Германия, формирование и боевая подготовка: с октября 1940 года по апрель 1941 года.
- Балканская кампания: с апреля по май 1941 года.
- Восточный фронт, группа армий «Юг», Крым: с июня 1941 года по сентябрь 1942 года.
- Восточный фронт, группа армий «Север»: с октября 1942 года по октябрь 1944 года
- Курляндский котёл: с октября 1944 года по май 1945 года.

### Формирование
132-я пехотная дивизия сформирована 5 октября 1940 года в городе Ландсхут в VII военном округе (Мюнхен) в качестве дивизии 11-й мобилизационной волны. Личный состав поступил из 263-й и 268-й пехотных дивизий. Первый боевой опыт 132-я пехотная дивизия получила в Балканском походе.

### В Крыму
С июня 1941 года дивизия принимала участие в нападении на Советский Союз. С группой армий «Юг» она наступала от Львова через Острог и Житомир на Киев. В осенью 1941 года она была переведена в Крым и входила в 54-й армейский корпус 11-й армии под командованием Э. фон Манштейна.
При штурме немецкими войсками Перекопа находилась в оперативном резерве и была введена в бой с 25 октября 1941 года, когда прорывавшие советскую оборону в первой волне 73-я и 46-я пехотные дивизии начали выдыхаться. Сбила советские части с Ишуньских позиций и участвовала в преследовании.
Участвовала в первом штурме при осаде Севастополя. Атаковала город по северным склонам долины реки Бельбек и встретила ожесточённое сопротивление советских войск, которое усилилось при приближении к оборонительным рубежам города. В декабре 1941 года боевые действия сосредоточились вокруг Камышлинского ущелья и высоты 192. Штурмовые батальоны и сапёрные части 132-й пехотной дивизии достигли в первые дни боев штурма продвижения только на 6 км. В последние дни декабря отведена в ближний тыл, но тут поступили сведения о советском десанте, началась Керченско-феодосийская операция. Дивизию в первых числах января через Симферополь перебросили на восток.
Штурм Севастополя стоил дивизии таких потерь, что ее командир, генерал-майор Р. Зенцених, расформировал в каждом полку по одному батальону, чтобы довести оставшиеся батальоны до боеспособного состояния. 5 января 1942 года Р. Зенцених покинул дивизию, его сменил на посту полковник Ф. Линдеман.
Наступление на Феодосию было назначено на 15 января 1942 года. Перед 132-й пехотной дивизией была поставлена задача прорвать оборону и через высоту 132.3 выйти к Черному морю и заливу Феодосии. Слева размещался усиленный 213-й пехотный полк, а сектор справа от нас был отдан 170-й пехотной дивизии. 
Пехотные роты прорывались вперед, достигнув берега Черного моря. На острие атаки был 1-й батальон 436-го пехотного полка, его фланг прикрывал 437-й пехотный полк. Поздно вечером Сарыголь, северная окраина Феодосии,занят немцами, и все подходы с севера и юга были прикрыты. Этот бой решил судьбу все еще незанятого города Феодосия. В официальном донесении генерал фон Манштейн отметил, что 132-я пехотная дивизия возглавила решающий прорыв к морю. 
К 30 марта 1942 года дивизия из-за высоких потерь была определена как пригодная для выполнения ограниченных задач. В это время её пехотная рота в среднем имела боевую силу в 60-70 человек.
Участвовала в операции «Охота на дроф», для чего была переподчинена 30-му армейскому корпусу под командованием генерала М. Фреттер-Пико. 7 мая 1942 года 132-я пехотная дивизия начала наступление с артиллерийской подготовки и десанта с катеров против 44-й советской армии к востоку от Феодосии на сильно укреплённом Парпачском перешейке (ныне — восточнее посёлка Приморский). Прорвала советские позиции и наступала на Керчь.
К 15.30 14 мая 1942 года 438-й пехотный полк 132-й пехотной дивизии вышел к выс. 95,0, где столкнулся с сопротивлением сводного гарнизона Керченской крепости. Попытка овладеть крепостью с ходу не увенчалась успехом. К исходу 15 мая 438-й пехотный полк занимал положение по линии: восточная окраина Старого Карантина - западные скаты высоты 95,0 - южная окраина Керчи. 436-й пехотный полк занимал оборону по линии: гора Митридат - городские кварталы севернее высоты 108,4. 437-й пехотный полк в резерве в Марфовке. В течение 15-16 мая 438-й пехотный полк предпринимал неоднократные атаки на позиции гарнизона Керченской крепости, но без особого успеха. После взрыва советскими войсками складов в ночь на 16 мая, гарнизон крепости отошёл на внутренний обвод крепости по Главному крепостному валу. В ночь на 17 мая 438-й пехотный полк был сменён 436-м пехотным полком. 19 мая 436-й пехотный полк полковника фон Эйхштедта, усиленный большим количеством артиллерии, батареей 249-го дивизиона штурмовых орудий и авиацией 8-го авиакорпуса генерала Рихтгофена перешёл в генеральное наступление. Основная часть гарнизона Керченской крепости была выведена из-под удара за несколько часов до немецкого наступления, и в крепости оставалась лишь небольшая группа прикрытия в количестве 37 человек. Бой за крепость продолжался весь день 19 мая до наступления темноты. За взятие Керченской крепости полковник фон Эйхштедт был награждён Рыцарским крестом.
В июне 1942 года 11-й армией был предпринят последний штурм Севастополя, в ходе боёв 132-я пехотная дивизия понесла такие большие потери, что её пришлось восполнять почти заново.

### В составе 18-й армии
В сентябре 1942 года 132-я пехотная дивизия была отозвана из Крыма и передана группе армий «Север». Там она приняла участие в осаде Ленинграда в составе 18-й армии. В марте 1943 года в приняла участие третьем Ладожском сражении. 132-я, 96-я и 61-я пехотные дивизии отбивали советские атаки в лесных боях со значительными потерями.
В 1945 году дивизия оказалась в Курляндском котле, где и капитулировала.
Хронология боев 132-й пехотной дивизии, 1940–1945 гг. (на основе журнала боевых действий)
Октябрь 1940-го — март 1941 г.: формирование, организация и обучение дивизии, штаб находится в Ландсхуте.
28 марта — 9 апреля 1941 г.: охрана германо-югославской границы.
6–9 апреля 1941 г.: прорыв югославских пограничных укреплений.
10–12 апреля 1941 г.: бои, связанные с захватом Аграма и Белграда.
13–18 апреля 1941 г.: взятие Белграда; завершающие бои в Сараево.
18 апреля — 9 июня 1941 г.: обеспечение безопасности на территории бывшей Югославии.
10–27 июня 1941 г.: учеба в Карнтене в районе Виллах-Клагенфурт.
28 июня — 31 июля 1941 г.: передислокация и первые бои в Русской кампании.
1–5 августа 1941 г.: завершающие бои на Днепре.
6–20 августа 1941 г.: бои за взятие западного берега Днепра в районе Канев — Триполье.
6–16 августа 1941 г.: бои под Киевом и Богуславом.
21 августа — 27 сентября 1941 г.: бои под Киевом.
21 августа — 15 сентября 1941 г.: охрана западного берега Днепра в районе Триполье — Ржищев.
18–27 сентября 1941 г.: бои в районе к востоку от Киева.
28 сентября — 28 октября 1941 г.: поход на Крым.
29 октября — 4 ноября 1941 г.: завершающие бои в Крыму. 
5–6 ноября 1941 г.: бои за внешние оборонительные сооружения Севастополя.
17 ноября — 16 декабря 1941 г.: бои с целью окружения Севастополя.  
17–31 декабря 1941 г.: штурм Севастополя.
1–2 января 1942 г.: бои, связанные с осадой Севастополя
5–7 января 1942 г.: отражение попытки высадки советского десанта возле Евпатории.
3–18 января 1942 г.: бои в Феодосии.
3–15января 1942 г.: оборонительные бои к западу от Феодосии.
15–18 января 1942 г.: битва за Феодосию и взятие города.
16–28 января 1942 г.: отражение советского десанта возле Судака.
19 января — 7мая 1942 г.: оборонительные бои на Парпачских позициях и береговая охрана.
8–20 мая 1942 г.: повторное взятие Керченского полуострова.
8 мая 1942 г.: прорыв Парпачских позиций.
9–20 мая 1942 г.: завершающие бои на Керченском полуострове.
15 мая 1942 г.: взятие Керчи.
19 мая 1942 г.: штурм Бурну.
25 мая — 1 июня 1942 г.: береговая охрана в Саки — Мамашай.
2 июня — 1 июля 1942 г.: штурм и взятие Севастопольской крепости.
2–6 июня 1942 г.: артиллерийская подготовка перед штурмом.
7–30 июня 1942 г.: штурм крепости.
7июня 1942 г.: прорыв первой линии обороны; штурм Ольберга.
9 июня 1942 г.: штурм Нойгаузских высот.
17 июня 1942 г.: взятие бастиона I и «Максим Горький».
18 июня 1942 г.: уничтожение русского плацдарма в Любимовке.
19 июня 1942 г.: взятие форта «Шишкова».
20 июня 1942 г.: взятие форта «Ленин».
21 июня 1942 г.: взятие форта «Нордфронт».
27 июня 1942 г.: взятие Лангер Берга.
28 июня 1942 г.: захват плацдарма в Инкермане.
29 июня 1942 г.: взятие высот к югу от Инкермана.
30 июня 1942 г.: прорыв южного периметра города Севастополя.
1 июля 1942 г.: взятие города Севастополя и гавани.
2 июля — 28 августа 1942 г.: береговая охрана по Керченскому проливу.
28 августа — 10 сентября 1942 г.: переброска дивизии по железной дороге на Ленинградский фронт; маршрут проходил через Херсон, Николаев, Бердичев, Ровно, Ковель, Брест, Белосток, Лик, Инстербург, Тильзит, Шолен, Митаву, Ригу, Волк, Псков, Лугу, Лисину.
11–21 сентября 1942 г.: сосредоточение дивизии в районах Мги, Сологубовки и Шапок.
Следующие записи взяты из тетради штабе-фельдфебеля Штеницера и из дневника, который велся автором во время службы в 436-м и 437-м пехотных полках. Из-за неполноты имевшихся записей бои, в которых в эти периоды участвовала вся дивизия, не могли быть описаны целиком, особенно во время второй половины 1944 г.
22–30 сентября 1942 г.: первый бой к югу от Ладожского озера; штурм и взятие Гайтолова; 3-я рота 437-го пехотного полка замыкает кольцо окружения.
1–13 октября 1942 г.: атака на р. Черной и возле Гайтолова  к западу от Мги; прочесывание тыловых районов с целью ликвидации отдельных очагов сопротивления.
Октябрь 1942-го — январь 1943 г.: бои в восточной части «мешка» у Погостья.
Январь 1943 г.: частичное участие 437-го пехотного полка в боях на Волховском фронте.
11–28 февраля 1943 г.: начало второго сражения к югу от Ладожского озера; оборонительные операции и контратаки возле Смердиньи.
Март — июнь 1943 г.: оборонительные операции в районе мешка у Погостья, Клостердорфа и на позициях в Тигоде.
Июнь 1943 г.: отдых и обучение в районах Любани, Шапок, Ушаков.
Июль — август 1943 г.: оборонительные бои на позициях в Малуксе возле Погостья.
10–17 августа 1943 г.: третье сражение к югу от Ладожского озера; оборонительные бои у Штихдамма и Воронова; контратаки с целью восстановления главной линии обороны.
Конец августа — сентябрь 1943 г.: бои на Волховском фронте и плацдарме Кириши.
1–4 октября 1943 г.: эвакуация плацдарма в Киришах.
5 октября — ноябрь 1943 г.: переброска на автомашинах и по железной дороге в район боев Пустошка к западу от Невеля; также велись бои для поддержки 32-й, 81-й, 83-й и 290-й пехотных дивизий.
Ноябрь/декабрь 1943-го — середина января 1944 г.: оборонительные бои и контратаки в районах Пустошки, Идрицы, Дриссы и Ясного озера; оборона правого фланга группы армии «Север».
12–18 января, февраль 1944 г.: оборонительные бои в районах Сагатьи; Шулятина и Дятлов.
11–13 марта 1944 г.: наступательные операции и оборонительные бои возле Швары.
13–19марта 1944 г.: наступательные операции и оборонительные бои возле Рога.
19–21 марта 1944 г.: переведена в резерв в районе Мутовосова.
Конец марта 1944 г.: удержание позиций возле Баравуша.
29 марта — 14 апреля 1944 г.: оборонительные бои возле озера Нещедрого.
14–19 апреля 1944 г.: оборонительные бои в районе Пушкинских Гор для усиления 13-й авиаполевой дивизии.
19 апреля — 24 июня 1944 г.: бои на позициях в Сороти, Юхнове, Кусельских высотах и пункте 96.0.
24 июня — 1 июля 1944 г.: 436-й гренадерский полк для усиления 83-й пехотной дивизии; плацдарм на Великой, атаки и оборонительные бои в районах Нового Пути, Катценбукеля (Кошачья Спина), Ступинских высот.
Июнь 1944 г.: 437-й гренадерский полк вместе с 132-й пехотной дивизией; бои в районе Коскачева.
29–30 июня 1944 г.: сняты с позиций и переброшены в Дисну и Миорию.
1–3 июля 1944 г.: контратаки и оборонительные бои возле Миории.
4 июля 1944 г.: I батальон 437-го полка и боевая группа отрезаны и окружены к юго-востоку от Миории.
5 июля 1944 г.: прорыв к Друйе; самостоятельный марш и бои в ходе операции прорыва.
6 июля 1944 г.: оборонительные бои возле Антоновки, Сосновки, Малиновки.
12–19 июля 1944 г.: бои у Красногорки.
20 июля 1944 г.: передислоцирование в Дюнабург.
Конец июля 1944 г.: атакующие и оборонительные бои в районе Дюнабурга, Заразей.
Конец июля — середина августа 1944 г.: переброска на север; переброска на Двинский плацдарм к югу от Штокмансхофа.
20 августа 1944 г.: переброска на север.
21 августа 1944 г.: проведение атак и оборонительные бои возле Эргли; оборонительные бои на позициях у Двины.
22 августа — 14 сентября 1944 г.: оборона Эргли и высоты «Яйцо». 
15–16 сентября 1944 г.: контратака с 14-й танковой дивизией.
17–25 сентября 1944 г.: бои в тылу и к западу от главной дороги на Ригу: переброска па позиции в лесах Сега.
5 октября 1944 г.: переброска на позиции Зуптаци.
6 октября 1944 г.: переброска па линию В.
11 октября 1944 г.: переброска на линию F перед Ригой. 12–13 октября 1944 г.: с 21.00 марш через Ригу, переправа по мосту через Двину.
14 октября 1944 г.: переправа через реку Аа в Курляндии.
15 октября 1944 г.: первое сражение за Курляндию; оборонительные бои к юго-западу от Фрауенбурга.
17–30 октября 1944 г.: 437-й полк в оборонительных боях в районе Пикеляя, Литва; 436-й полк в оборонительных боях в районах Лози. Батайчяя, пункт 89.3.
1–19 ноября 1944 г.: спрямление главной оборонительной линии к Виндаве.
19–27 ноября 1944 г.: второе сражение за Курляндию к югу и юго-западу от Фрауенбурга.
28 ноября — 20 декабря 1944 г.: оборонительные бои на позициях в Курляндии.
21–31 декабря 1944 г.: третье сражение за Курляндию в Пампали, Штедини, у Фрауенбурга.
Январь — февраль 1945 г.: четвертое и пятое сражения за Курляндию к югу от Либавы возле Прекульна.
Март 1945 г.: шестое сражение за Курляндию.
Апрель — 7 мая 1945 г.: оборонительные бои к юго-востоку от Либавы, к западу от Прекульна.
8 мая 1945 г.: 14.00, капитуляция перед Советской армией, уцелевшие солдаты дивизии взяты в плен.
Лагеря для военнопленных, где содержались военнослужащие 132-й дивизии: Прекульн, Слока, Тельшау, Рига, Новгород, Мемель, Дюнабург, Нарва, Псков, Полоцк, Боровичи, Валдайхонен (?), Москва, Минск, Ленинград, на Урале, в киргизских степях, на Волге, в Сибири, на Кавказе возле Сухуми и Тбилиси. Полная информация об остальных лагерях и их расположении отсутствует.

## Штатная структура
- 436-й пехотный полк
- 437-й пехотный полк
- 438-й пехотный полк
- 132-й артиллерийский полк
- 132-й сапёрный батальон
- 132-й противотанковый артиллерийский дивизион
- 132-й батальон разведки
- 132-й батальон связи
- части снабжения

## Личный состав
| Время командования                            | Звание             | Имя              |
| --------------------------------------------- | ------------------ | ---------------- |
| С 5 октября 1940 года по 11 января 1942 года  | генерал-майор      | Рудольф Зинцених |
| С 11 января 1942 года по 12 августа 1943 года | генерал артиллерии | Фриц Линдеман    |
| С 12 августа 1943 года по 8 января 1945 года  | генерал-лейтенант  | Герберт Вагнер   |
| С 8 января по 8 мая 1945 года                 | генерал- майор     | Рудольф Демме    |

| Время командования                              | Звание       | Имя              |
| ----------------------------------------------- | ------------ | ---------------- |
| С октября 1940 по ноябрь 1941                   | подполковник | Ханс Хаас        |
| С ноября 1941 года по 6 сентября 1942 года      | майор        | Ханс фон Бельциг |
| С 6 сентября 1942 года по 25 сентября 1944 года | подполковник | Хайнц Гейер      |
| С 25 сентября 1944 года по 25 марта 1945 года   | подполковник | Альберт Шнайдер  |
| С 25 марта по 8 мая 1945 года                   | майор        | Генрих Дешам     |

- Фриц Линдеман (родился 11 апреля 1894 года в Шарлоттенбурге, † 22 сентября 1944 года в Берлине-Плацензее) генерал артиллерии, командир 132-й пехотной дивизии затем стал участником заговора против А. Гитлера 20 июля 1944 года .

## Награды
В общей сложности 14 военнослужащих 132-й пехотной дивизии были награждены Рыцарским крестом и 76 военнослужащих — Немецким крестом в золоте.

## Известные захоронения
Во время оккупации города Феодосии немецко-румынскими войсками дача Стамболи служила госпиталем для немецких раненых солдат и офицеров. Рядом с ней находилось немецкое кладбище для военнослужащих 132-й пехотной дивизии генерала Линдемана с более чем 1500 захоронениями к 1944 году. После освобождения города кладбище сровняли с землёй. В 2003 году немецкое общество «Фольксбунд», совместно со специалистами Феодосийского краеведческого музея и поисковым отрядом «Юг» провели эксгумацию, и останки были перезахоронены на кладбище у села Гончарное.